# Canthium laeve
Canthium laeve är en måreväxtart som beskrevs av Johannes Elias Teijsmann och Simon Binnendijk. Canthium laeve ingår i släktet Canthium och familjen måreväxter. Inga underarter finns listade i Catalogue of Life.